# Portadown Football Club
Il Portadown Football Club, meglio noto come Portadown, è una società calcistica nordirlandese con sede nella città di Portadown. Fondata negli anni ottanta del XIX secolo, ha aderito alla Irish League nel 1924. Milita nella massima divisione nazionale, la IFA premiership.
Disputa i match interni nello stadio Shamrock Park. Vanta 4 titoli nazionali, 3 Irish Cup, 2 Coppe di Lega, più svariati altri trofei ora non più disputati (6 Gold Cup, 2 Ulster Cup, 1 IFA Charity Shield, 3 Floodlit Cup, 1 Tyler Cup, 1 Texaco Cup).

## Palmarès

### Competizioni nazionali
- Campionato nordirlandese: 4

1989-1990, 1990-1991, 1995-1996, 2001-2002
- Irish Cup: 3

1990-1991, 1998-1999, 2004-2005
- Irish Football League Cup: 2

1995-1996, 2008-2009
- IFA Charity Shield: 1

1999
- IFA Championship: 3

2008-2009, 2019-2020, 2023-2024
- Gold Cup: 6

1933-1934, 1937-1938, 1952-1953, 1971-1972, 1978-1979, 1992-1993

### Competizioni regionali
- Mid-Ulster Cup: 17

1898-1899, 1899-1900, 1902-1903, 1905-1906, 1907-1908, 1909-1910, 1931-1932, 1933-1934, 1980-1981, 1981-1982, 1982-1983, 1992-1993, 1993-1994, 1994-1995, 1997-1998, 2001-2002, 2002-2003
- Ulster Cup: 2

1990-1991, 1995-1996

### Competizioni internazionali
- Floodlit Cup: 3

1990-1991, 1992-1993, 1994-1995
- Texaco Cup: 1

1973-1974
- Tyler Cup: 1

1977-1978

### Altri piazzamenti
- Campionato nordirlandese:

Secondo posto: 1939-1940, 1960-1961, 1961-1962, 1971-1972, 1991-1992, 1993-1994, 2002-2003, 2003-2004, 2011-2012
Terzo posto: 1937-1938, 1962-1963, 1972-1973, 1973-1974, 1994-1995, 1997-1998, 2004-2005, 2005-2006
- Irish Cup:

Finalista: 1961-1962, 1971-1972, 1978-1979, 1989-1990, 1999-2000, 2001-2002, 2009-2010, 2014-2015
Semifinalista: 2012-2013
- Irish Football League Cup:

Finalista: 1987-1988, 2010-2011, 2023-2024
Semifinalista: 1988-1989, 1989-1990, 1991-1992, 1996-1997, 1997-1998, 1999-2000, 2005-2006, 2009-2010
- IFA Championship:

Terzo posto: 2018-2019

## Rosa 2020-2021
| N. |                             | Ruolo | Calciatore        |
| -- | --------------------------- | ----- | ----------------- |
| 1  | Irlanda del Nord (bandiera) | P     | Ben Pierce        |
| 2  | Irlanda del Nord (bandiera) | D     | Greg Hall         |
| 3  | Irlanda del Nord (bandiera) | D     | Christopher Crane |
| 4  | Irlanda del Nord (bandiera) | D     | Adam McCallum     |
| 5  | Irlanda (bandiera)          | D     | Paul Finnegan     |
| 6  | Irlanda del Nord (bandiera) | C     | Barney McKeown    |
| 7  | Irlanda del Nord (bandiera) | A     | Chris Lavery      |
| 8  | Irlanda del Nord (bandiera) | C     | George Tipton     |
| 9  | Irlanda del Nord (bandiera) | A     | Adam Salley       |
| 10 | Irlanda del Nord (bandiera) | A     | Lee Bonis         |
| 11 | Irlanda del Nord (bandiera) | A     | Stephen Murray    |
| 12 | Irlanda del Nord (bandiera) | C     | Conall McGrandles |

| N. |                             | Ruolo | Calciatore      |
| -- | --------------------------- | ----- | --------------- |
| 13 | Irlanda del Nord (bandiera) | P     | Scott Pengelly  |
| 15 | Irlanda del Nord (bandiera) | C     | Callum McVeigh  |
| 16 | Irlanda del Nord (bandiera) | C     | Luke Wilson     |
| 17 | Irlanda del Nord (bandiera) | A     | Ruairi Croskery |
| 18 | Irlanda del Nord (bandiera) | D     | Patrick McNally |
| 19 | Irlanda del Nord (bandiera) | C     | Ben Guy         |
| 20 | Irlanda del Nord (bandiera) | C     | Stephen Teggart |
| 21 | Irlanda del Nord (bandiera) | C     | Oisin Conaty    |
| 22 | Irlanda del Nord (bandiera) | D     | Nathan Kerr     |
| 24 | Irlanda (bandiera)          | D     | Kevin Healy     |
| 32 | Irlanda del Nord (bandiera) | C     | Zach Cowan      |
| 45 | Irlanda del Nord (bandiera) | C     | Sam Glenfield   |

## Portadown nelle Coppe europee
Il Portadown vanta sinora 13 partecipazioni alle coppe Europee, e in 3 occasioni è riuscito a qualificarsi ad un turno successivo; è successo nella stagione 1974-75 in Coppa UEFA, quando i nordirlandesi hanno avuto la meglio nel doppio confronto con gli islandesi del Valur Reykjavík, nella stagione 2010-11 in Europa League con i lettoni dello Skonto FC e nella stagione 2012-13 in Europa League con i macedoni dello Shkëndija
| Stagione  | Torneo                | Turno          | Nazione                        | Club                 | Andata | Ritorno | Totale |
| --------- | --------------------- | -------------- | ------------------------------ | -------------------- | ------ | ------- | ------ |
| 1962-63   | Coppa delle Coppe     | Ottavi         | Jugoslavia (bandiera)          | OFK Belgrado         | 1-5    | 3-2     | 4-7    |
| 1974-75   | Coppa UEFA            | Trentaduesimi  | Islanda (bandiera)             | Valur Reykjavík      | 0-0    | 2-1     | 2-1    |
|           |                       | Sedicesimi     | Jugoslavia (bandiera)          | Partizan             | 0-5    | 1-1     | 1-6    |
| 1990-91   | Coppa dei Campioni    | 1º turno       | Portogallo (bandiera)          | FC Porto             | 0-5    | 1-8     | 1-13   |
| 1991-92   | Coppa dei Campioni    | Sedicesimi     | Jugoslavia (bandiera)          | Stella Rossa         | 0-4    | 0-4     | 0-8    |
| 1992-93   | Coppa UEFA            | Trentaduesimi  | Belgio (bandiera)              | Standard Liegi       | 0-5    | 0-0     | 0-5    |
| 1996-97   | Coppa UEFA            | Trentaduesimi  | Serbia e Montenegro (bandiera) | FK Vojvodina         | 0-1    | 1-4     | 1-5    |
| 1999-2000 | Coppa UEFA            | Preliminare    | Bulgaria (bandiera)            | CSKA Sofia           | 0-3    | 0-5     | 0-8    |
| 2002-03   | UEFA Champions League | 1° preliminare | Bielorussia (bandiera)         | FK Belshina Babruisk | 0-0    | 2-3     | 2-3    |
| 2003-04   | Coppa UEFA            | Preliminare    | Svezia (bandiera)              | Malmö FF             | 0-4    | 0-2     | 0-6    |
| 2004-05   | Coppa UEFA            | 1° preliminare | Lituania (bandiera)            | FK Žalgiris Vilnius  | 2-2    | 0-2     | 2-4    |
| 2005-06   | Coppa UEFA            | 1° preliminare | Norvegia (bandiera)            | Viking F.K.          | 1-2    | 0-1     | 1-3    |
| 2006-07   | Coppa UEFA            | 1° preliminare | Lituania (bandiera)            | FBK Kaunas           | 1-3    | 0-1     | 1-4    |
| 2010-11   | Europa League         | 1° preliminare | Lettonia (bandiera)            | Skonto FC            | 1-1    | 1-0     | 2-1    |
|           |                       | 2° preliminare | Azerbaigian (bandiera)         | Qarabağ              | 1-2    | 1-1     | 2-3    |
| 2012-2013 | Europa League         | 1° preliminare | Macedonia del Nord (bandiera)  | Shkëndija            | 0-0    | 2-1     | 2-1    |
|           |                       | 2° preliminare | Croazia (bandiera)             | Slaven Belupo        | 0-6    | 2-4     | 2-10   |